# Luisium
Luisium – klasycystyczny pałac w centrum Dessau-Roßlau wraz z 14-hektarowym parkiem w stylu angielskim. Pałac został zbudowany w latach 1774–1778 przez Friedricha Wilhelma von Erdmannsdorffa a ogrody zaprojektowane przez Johanna Friedricha Eyserbecka na zlecenie księcia Leopolda III Friedricha Franza (1740–1817) dla jego żony Luise. Położony na terenie ogrodów Dessau-Wörlitz – kompleksu ogrodów i parków w stylu angielskim, powstałych w drugiej połowie XVIII w. na zlecenie księcia Leopolda III Friedricha Franza. W 2000 ogrody Dessau-Wörlitz zostały wpisane na listę dziedzictwa kulturowego UNESCO. 

## Opis
Pałac został zaprojektowany w stylu klasycystycznym – sześcienna bryła zwieńczona belwederem – przez von Erdmannsdorffa na zlecenie księcia Leopolda III Friedricha Franza dla jego żony Luise – stąd nazwa kompleksu Luisium (od 1780).
Pałac otacza 14-hektarowy park angielski, projektu Johanna Friedricha Eyserbecka. W parku znajdują się m.in. neogotycki Schlangenhaus (1794–1795), oranżeria (1771–1881), ruiny rzymskiego łuku tryumfalnego i neogotyckie zabudowania stadniny (1779–1781).
Luisium odniosło największe szkody wśród wszystkich obiektów ogrodów Dessau-Wörlitz podczas powodzi w 2002 – kompleks poddano renowacji.